# Kille Kille
Kille Kille ist das erste Album der Band Pankow und 1983 auf Amiga erschienen.

## Entstehungsgeschichte
Nachdem die Veröffentlichung des Rockspektakels Paule Panke an den als wenig systemkonform empfundenen Texten gescheitert war, wurde mit Kille Kille 1983 unter dem Druck der Popularität der Band eine erste Zusammenstellung von Titeln veröffentlicht.
André Herzberg schreibt dazu in seinem autobiographischen Roman Mosaik:

„So hatte die Band als Gegentaktik Einzellieder entwickelt, um nun doch noch eine Platte machen zu können.“

## Musikstil und Rezeption
Trotz der in kurzer Zeit vergriffenen ersten Auflage von 110.000 blieb diese Zusammenstellung von Amiga ohne konzeptionellen Zusammenhang der einzelnen Stücke für die Band und ihr Publikum, die nach den vielen Live-Konzerten auf die Veröffentlichung von Paule Panke gehofft und gewartet hatten, hinter den Erwartungen zurück.
Das Album enthält Songs aus verschiedenen Zeitabschnitten, so mit Inge Pawelczik die Neuauflage des Songs Rockermädchen aus den Zeiten von Herzberg bei der Gaukler Rock Band, mit dem Werkstattsong eine Auskopplung aus Paule Panke und mit Die wundersame Geschichte von Gabi einen der größten Hits von Pankow, der in der Dokumentation Leben in Wittstock von Volker Koepp 1984 in Szene gesetzt wurde, indem eine Jugendliche aus Wittstock auf den Pankow-Titel ihren Traum vom Fliegen erzählt.

„Und sie denkt an die Sekunden nach den Erdkundestunden. / Da hatte sie schon dieselbe Methode. / Als der Globus heimlich rollte / Und sie flog wohin sie wollte. / So klein ist Blankerode. / Vater streckt sie die Zunge raus, / Und Carola die kann ihr jetzt mal, / Und Peter, ha Peter, sogar Peter ist ihr auch ganz egal. /
Und sie fliegt! / Und sie fliegt! / Ja, sie fliegt!“

## Titelliste

### A-Seite
1. Komm, Karlineken, komm (wir woll’n zu PANKOW gehn) – 1:39
 (K:E.Ascher / T:Traditional)
2. Rock’n Roll im Stadtpark – 3:23
 (K&T:Ehle)
3. Das Mädchen und die Motte Lotte – 5:05
 (K:Ehle / T:Katharina Tschoche)
4. Ilse Bilse – 3:13
 (K:Ehle / T:Katharina Tschoche)
5. Die wundersame Geschichte von Gabi – 5:20
 (K:Ehle / T:Herzberg,Ehle)

### B-Seite
1. Das Lied von der See’nsucht – 5:44
 (K:Ehle / T:Katharina Tschoche)
2. Ich bin lieb – 3:13
 (K:Pankow / T:Kurt Demmler)
3. Werkstattsong – 4:36 *
 (K:Ehle / T:Frauke Klauke)
4. Inge Pawelczik – 5:25
 (K:Pankow / T:Frauke Klauke)

(*) Aufnahme des Rundfunks der DDR